# 갈리아 신앙고백서
갈리아 신앙고백서(Gallic Confession of Faith, French Confession of Faith, 1559)는 프랑스 신앙 고백서 혹은 로첼레 신앙고백서라고도 불리는 개혁주의 신앙고백서이다.  제네바 교회의 후원하에 1555년 공식적인 조직과 정규예배와 함께 교회가 파리에서 조직되었다. 1595년에 채택된 프랑스 프로테스탄트교회 신앙고백. 1557년에 박해받던 프랑스의 프로테스탄트 교인들이 칼빈에게 보낸 신앙진술 및 칼빈의 35개조 신앙고백을 기초로 하여 40개 조항의 갈리아 신앙고백이 작성되었다. 이 신앙고백은 1571년에 열린 라 로셀르교회 회의에서 확정되었다. 테오도르 드 베즈, 피에르 비레, 칼뱅과 그의 제자인 데 장디우가 35 개조의 형식의 고백서를 썼다.